# Sharon Cuneta
Sharon Gamboa Cuneta-Pangilinan (6 de enero de 1966, Pasay), conocida artísticamente como Sharon Cuneta. Es una actriz, cantante y presentadora de televisión filipina. Es hija de Elaine Gamboa Cuneta de ascendencia española, y Pablo Cuneta de origen tagalo. Su mamá es hermana de Helen Gamboa Sotto, quien es esposa del senador Vicente Sotto III. Su pasión por la música inició en 1978, cuando cumplía 12 años de edad. A partir de 1981, con sólo 15 años de edad, empezó a trabajar como actriz en un filme dirigido por el actor y director Gabby Concepción.

## Filmografía

### Televisión
| Año                      | Título                                                          | Notas                                                 |
| 1978-1985                | Germside/Germspecial/GMA Supershow                              | Musical Variety Show with German Moreno (GMA Network) |
| 1979-1980                | C.U.T.E. Call Us Two for Entertainment                          | Musical Variety Show with Helen Gamboa (IBC)          |
| 1982-1983                | Okay, Sha!                                                      | Musical/Sitcom (BBC)                                  |
| 1986-1997                | The Sharon Cuneta Show                                          | Musical Variety Show (IBC and ABS-CBN)                |
| 21 de diciembre de 1997  | The Sharon Cuneta Christmas Special: I'll Be Home For Christmas | Christmas Special (ABS-CBN)                           |
| 5 de julio de 1998       | A Place Called Home                                             | Documentary (ABS-CBN)                                 |
| August 1998-May 2004     | Sharon                                                          | Talk Show (ABS-CBN)                                   |
| February 2006 - Present  | Sharon                                                          | Talk Show (ABS-CBN)                                   |
| 21 de septiembre de 2008 | Mega Tatlong Dekada                                             | Documentary (ABS-CBN)                                 |
| 28 de septiembre de 2008 | Mega 30 Concert                                                 | Special Show (ABS-CBN)                                |

### Películas
| 'Año' | 'Título'                              | 'Roles'                                |
| 2008  | Iskul Bukol: 20 years After           | Sharon Escalera                        |
| 2008  | Caregiver                             | Sarah                                  |
| 2006  | Penguin, Penguin, Paano Ka Ginawa?    | Tagalog-language narrator (voice only) |
| 2003  | Crying Ladies                         | Stella Mate                            |
| 2003  | Kung Ako Na Lang Sana                 | Emy                                    |
| 2003  | Walang Kapalit                        | Joanna                                 |
| 2002  | Magkapatid                            | Cita                                   |
| 2001  | Pagdating Ng Panahon                  | Lynette                                |
| 2000  | Minsan, Minahal Kita                  | Dianne                                 |
| 1997  | Iniwan Mo Ako                         | Amy                                    |
| 1997  | Wala Nang Iibigin Pang Iba            | Sarah                                  |
| 1996  | Madrasta                              | Mariel                                 |
| 1995  | Minsan Pa (Kahit Konting Pagtingin 2) | Georgia                                |
| 1995  | The Lilian Vélez Story                | Lilian Vélez                           |
| 1994  | Megamol                               | Cora/Corazón                           |
| 1994  | Kapantay Ay Langit                    | Odette                                 |
| 1993  | Di Na Natuto                          | Carlota                                |
| 1993  | Ikaw                                  | Anna                                   |
| 1993  | Kung Kailangan Mo Ako                 | Diana                                  |
| 1992  | Ngayon At Kailanman                   | Joanne                                 |
| 1992  | Tayong Dalawa                         | Carol                                  |
| 1992  | Pangako Sa 'Yo                        | Clarissa                               |
| 1991  | Kaputol Ng Isang Awit                 | Sarah                                  |
| 1991  | Una Kang Naging Akin                  | Diyosa                                 |
| 1991  | Maging Sino Ka Man                    | Monique/Digna                          |
| 1990  | Biktima                               | Becca                                  |
| 1990  | Bakit Ikaw Pa Rin?                    | Jenny                                  |
| 1990  | Kahit Konting Pagtingin               | Georgia                                |
| 1989  | Oras-Oras, Araw-Araw                  | Chessa                                 |
| 1989  | Babangon Ako't Dudurugin Kita         | Salve                                  |
| 1989  | Kahit Wala Ka Na                      | Irene                                  |
| 1989  | Tatlong Mukha Ng Pag-ibig             |                                        |
| 1988  | Jack And Jill Sa Amerika              | Jack/Jackielou                         |
| 1988  | Buy One, Take One                     | Salve                                  |
| 1987  | Walang Karugtong Ang Nakaraan         | Malou                                  |
| 1987  | Pasan Ko Ang Daigdig                  | Lupe                                   |
| 1987  | Jack And Jill                         | Jack/Jackielou                         |
| 1987  | 'Kung Aagawin Mo Ang Lahat Sa Akin    | Maureen                                |
| 1986  | Captain Barbell                       | Darna                                  |
| 1986  | Nakagapos Na Puso                     | Elaine                                 |
| 1986  | Sana'y Wala Nang Wakas                | Bianca                                 |
| 1985  | Kailan Sasabihing Mahal Kita?         | Ara                                    |
| 1985  | Pati Ba Pintig Ng Puso?               | Jenna                                  |
| 1985  | Bituing Walang Ningning               | Dorina                                 |
| 1984  | Sa Hirap At Ginhawa                   | Cecilia                                |
| 1984  | Bukas Luluhod Ang Mga Tala'           | Rebecca                                |
| 1984  | Dapat Ka Bang Mahalin?                | Myrna                                  |
| 1983  | To Love Again                         | Rafaela/Raffy                          |
| 1983  | Friends In Love                       | Sarah                                  |
| 1982  | Cross My Heart                        | Jenny                                  |
| 1982  | Forgive And Forget                    | Sandra                                 |
| 1982  | My Only Love                          | Cindy                                  |
| 1981  | P.S. I Love You                       | Kristine                               |
| 1981  | Dear Heart                            | April                                  |

## Discografía
Singles
- 1978 Tawag ng Pag-Ibig
- 1978 Mr. DJ
- 1978 Kahit Maputi Na Ang Buhok Ko
- 1979 Mahal Kita, Mahal Mo Siya, Mahal Niya Ay Iba
- 1979 Hagkan
- 1979 Ewan - (Duet with Louie Ocampo)
- 1979 I-Swing Mo Ako
- 1980 Santo Nino
- 1980 Mahal
- 1982 I Don't Mean A Thing To You Anymore
- 1984 Breathless
- 1984 You're The One
- 1990 Now That You're Gone
- 1990 Parang Baliw
- 1993 One Last Time
- 1994 You're My Everything (duet w/ Billy Preston)
- 1997 So Much In Love (live)
- 1997 All This Time (duet w/ Side A)
- 1999 If You Walked Away - (Duet with David Pomeranz)
- 1999 Both Sides Now
- 1999 Starlight
- 2001 Nothing I Want More
- 2001 It's Only Love
- 2001 Where's The Good In Goodbye?
- 2001 In Your Eyes (duet w/ Andy Lao)
- 2005 Sa Kanya
- 2005 Ikaw Ang Pag-Ibig
- 2005 Nandito Ako (duet w/ Ogie Alcasid)
- 2006 It Takes A Man And A Woman
- 2006 Terminal
- 2007 I Wish That I Was Making Love To You

Álbumes
- 1978 DJ's Pet
- 1979 Sharon
- 1980 Sharon Cuneta
- 1981 High School
- 1981 P.S. I Love You
- 1982 Sharon and Love
- 1982 Sixteen
- 1983 The Very Best of Sharon vol. 1
- 1984 Sshhh
- 1984 Bukas Luluhod ang mga Tala - Soundtrack
- 1985 Bituing Walang Ningning - Soundtrack
- 1986 The Very Best of Sharon vol. 2
- 1986 Sana'y Wala Nang Wakas - Soundtrack
- 1990 For Broken Hearts Only
- 1990 Movie Theme Songs
- 1990 The Sharon Cuneta Christmas Album
- 1991 Maging Sino Ka Man - Soundtrack
- 1991 Sharon Sings Valera
- 1991 Kaputol Ng Isang Awit - Soundtrack
- 1993 Si Sharon at Si Canseco
- 1993 Ikaw at Ako
- 1994 Kapantay Ay Langit - Soundtrack
- 1994 Megamol - Soundtrack
- 1994 Sana'y Wala Nang Wakas - Special Collector's Edition
- 1994 Sinasamba Kita - Special Collector's Edition
- 1994 The Best of Sharon Cuneta
- 1994 Sharon Sings Duets
- 1995 Songs from Minsan Pa (Kahit Konting Pagtingin 2) and other movie themes
- 1996 The Other Side of Me
- 1997 Mega Up-Close: The Live Album
- 1999 Sharon at 20
- 1999 When I Love
- 2000 Minsan, Minahal Kita - Soundtrack
- 2001 Nothing I Want More
- 2001 All I Ever Want
- 2002 25 Years, 25 Hits
- 2002 Sharon Cuneta: Audio Visual Anthology
- 2002 The Mega Collection Double CD
- 2003 Walang Kapalit and Other Songs by Rey Valera
- 2003 Kung Ako Na Lang Sana -Soundtrack
- 2003 Paskong Nagdaan
- 2005 Now That You're Gone
- 2005 Sharon Sings Alcasid
- 2006 Sharon Cuneta: Vicor 40th Anniversary
- 2006 Isn't It Romantic?
- 2006 Sharon Cuneta Viva Silver Series CD and Movie Theme Songs CD
- 2007 Isn't It Romantic Volume 2